# Сенеби
Сенеби (груз. სენები, азерб. Sənab) — село Болнисского муниципалитета, края Квемо-Картли республики Грузия с 96 %-ным азербайджанским населением. Находится в юго-восточной части Грузии, на территории исторической области Борчалы.

## История
В 1990—1991 годах, в результате изменения руководством Грузии исторических топонимов населённых пунктов этнических меньшинств в регионе, название села Сенаб («азерб. Sənab») было изменено на его нынешнее название — Сенеби.

## География
Село находится на правом берегу реки Храми, в 13 км от районного центра Болниси.
Граничит с селами Бектакари, Акаурта, Дзвели-Квеши, Дзедзвнариани, Тандзиа и Ицриа Болнисского Муниципалитета, а также Шихло и Самгерети Дманисского муниципалитета.

## Население
По данным Государственного статистического комитета Грузии, согласно официальной переписи 2002 года, численность населения села Сенеби составляет 157 человек и на 96 % состоит из азербайджанцев.

## Экономика
Население в основном занимается овцеводством, скотоводством и овощеводством.

## Достопримечательности
- Средняя школа - построена в 1937 году.[9]
- Кладбище[10]